# انتونیو کابایرو (بازیکن فوتبال)
انتونیو کابایرو (انگلیسی: Antonio Caballero؛ زادهٔ ۶ ژانویهٔ ۱۹۹۴) بازیکن فوتبال اهل اسپانیا است.
از باشگاه‌هایی که در آن بازی کرده‌است می‌توان به باشگاه فوتبال الچه اشاره کرد.